# Jair Marinho de Oliveira
Jair Marinho de Oliveira (Santo Antônio de Pádua, 17 juli 1936 – Niterói, 7 maart 2020), voetbalnaam Jair Marinho, was een Braziliaans voetballer. Hij won in 1962 het WK met Brazilië.

## Carrière
Jair Marinho droeg het shirt van vijf Braziliaanse teams: Fluminense FC, Portuguesa,Corinthians , Vasco da Gama en Campo Grande AC. Tussendoor speelde hij ook even voor de Peruaanse club Alianza Lima. In 1959 won hij het Campeonato Carioca met Fluminense, in 1957 en 1960 het Torneio Rio-São Paulo.
Marinho speelde tussen 1961 en 1962 vier interlands voor Brazilië. Hij maakte deel uit van de selectie die het WK 1962 won, hoewel hij dat toernooi niet in actie kwam.
1 Gilmar ·
2 Djalma Santos ·
3 Mauro Ramos  ·
4 Zito ·
5 Zózimo ·
6 Nílton Santos ·
7 Garrincha ·
8 Didi ·
9 Coutinho ·
10 Pelé ·
11 Pepe ·
12 Jair Marinho ·
13 Bellini ·
14 Jurandir ·
15 Altair ·
16 Zequinha ·
17 Mengálvio ·
18 Jair ·
19 Vavá ·
20 Amarildo ·
21 Zagallo ·
22 Castilho ·
Coach: Moreira